# آرپی‌جی

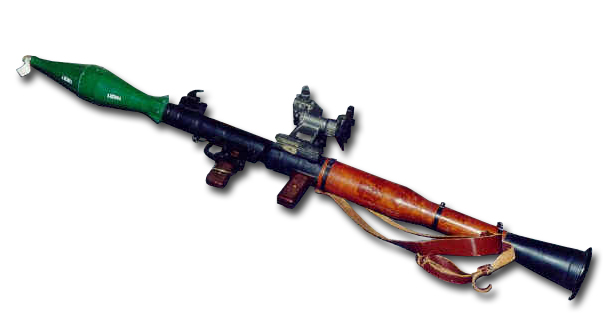
آرپی‌جی ۷

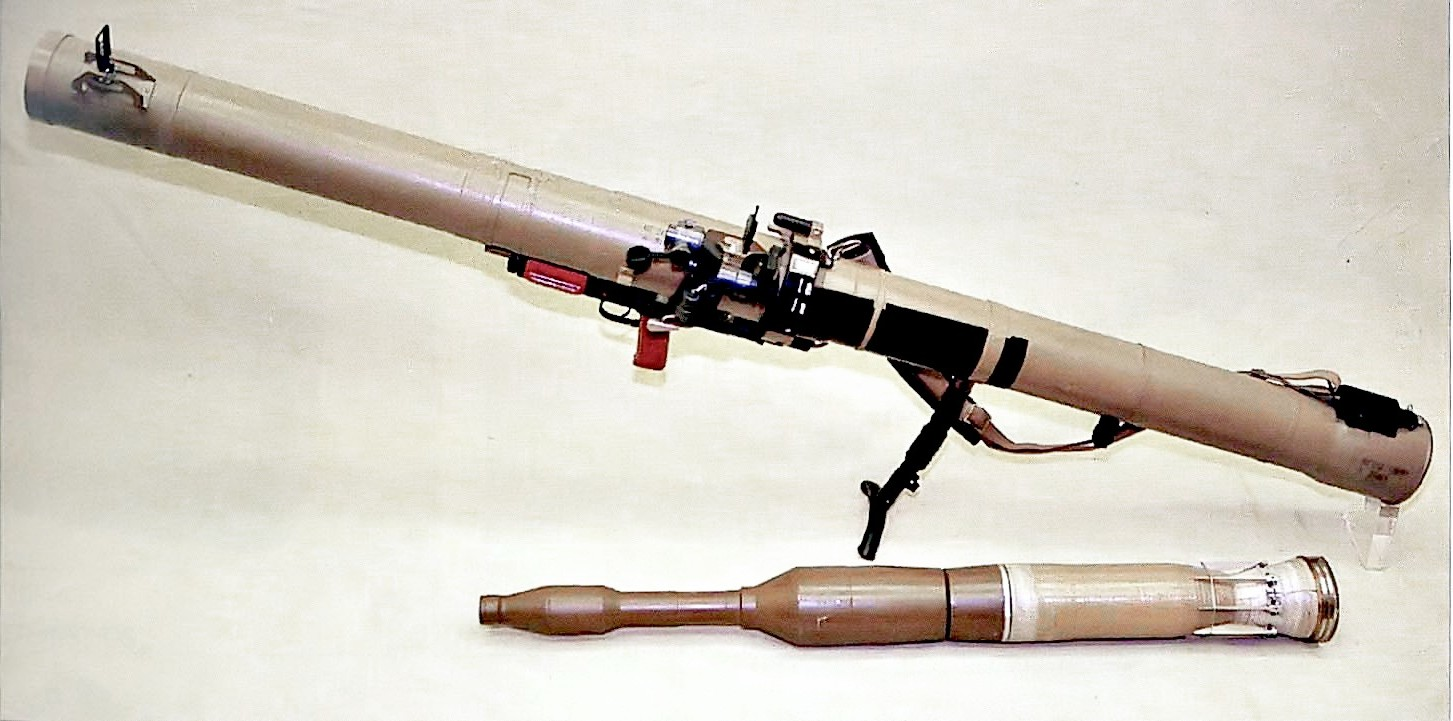
آرپی‌جی ۲۹

آرپی‌جی خانواده‌ای از «سلاح‌های ضد تانک» دوش‌پرتاب تولید شوروی است، که در آن راکتی با کلاهک حاوی مواد منفجره به سوی هدف شلیک می‌شود.
واژه آرپی‌جی (РПГ) مخفف واژه (به روسی: ручной противотанковый гранатомёт) به معنای «نارنجک‌انداز ضدتانک دستی» است.
اولین نمونه آرپی‌جی در جنگ جهانی دوم با عنوان آرپی‌جی-۲ ساخته شده که طرح کلی آن به سلاح‌های ضد تانک آمریکایی بازوکا و آلمانی پانزرفاوست شباهت داشت. آرپی‌جی-۷ موفق‌ترین نمونه آرپی‌جی‌ها بود که اولین با در سال ۱۹۶۱ تولید شد. جدیدترین مدل این سلاح هم آرپی‌جی-۳۲ تولید سال ۲۰۱۰ روسیه است.
از آرپی‌جی علاوه بر تانک می‌توان علیه نفربرها، تجهیزات جنگی غیر زرهی و نیز برای تخریب ساختمان‌ها و سنگرهای بتونی و حتی بالگردهای ثابت استفاده کرد.
یکی از شرکت‌های آمریکایی در نمایشگاه IDEX-2011 نسخه مدرنتری از ار پی جی ۷ ساخت روسیه را به نمایش گذاشت که‌ام کا ۷۷۷ نام دارد و دارای وزن۳/۵ کیلویی بدون موشک است؛ که از این نظر سبک‌تر از مدل روسی می‌باشد و این به دلیل استفاده از الیاف کربن برای ساخت این سلاح می‌باشد.آرپی جی های کشور روسیه از نظر سازه و ساختمانی در سطح بالاتری از سایر کشورها برخوردار هستند و در رده اول قرار می گیرند.

## کاربرد سنگرهای بتونی

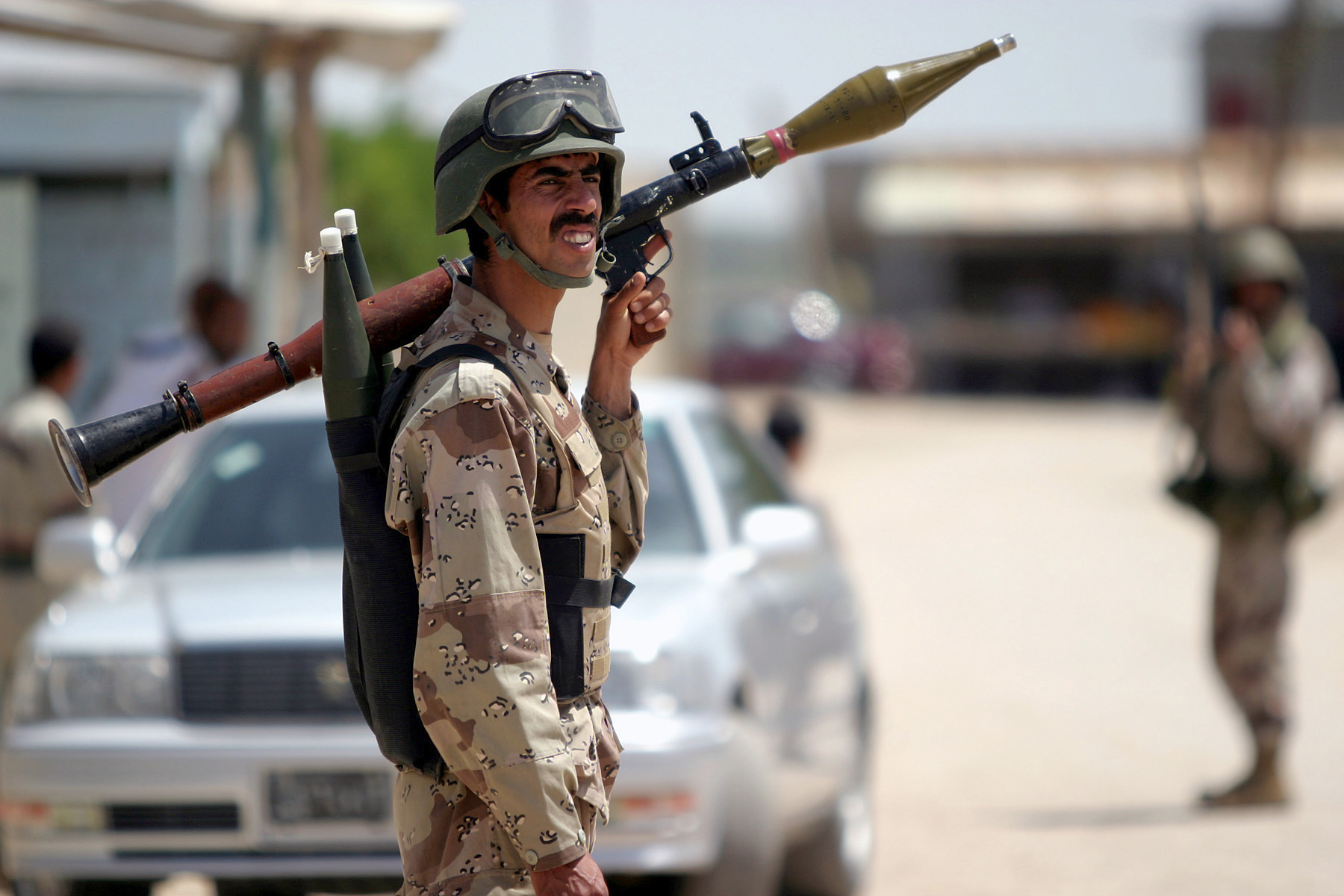
پلیس امنیتی عراقی با آرپی‌جی۷ در استان الانبار، ۲۰۰۵

از آرپی‌جی به‌طور گسترده‌ای در نبردهایی مثل جنگ ویتنام (توسط ویت‌کنگ‌ها و ارتش خلق ویتنام)، جنگ شوروی در افغانستان (توسط مجاهدین)، توسط استقلال‌طلبان آنگولا و نامیبیا (آفریقای جنوب غربی آن زمان) در جنگ با ارتش آفریقای جنوبی، در جنگ داخلی السالوادور (توسط مبارزان FMLN)، در جنگ ایران و عراق (توسط نظامیان نیروهای نظامی ایران) و نیز در سال‌های اخیر توسط استقلال طلبان چچنی در جنگ با روسیه، نیروهای ضد آمریکایی در عراق، ببرهای تامیل در سری‌لانکا و حزب‌الله لبنان استفاده شده‌است.

## نحوه آماده‌سازی
برای آماده کردن این سلاح، جهت شلیک باید ابتدا راکت را به خرج متصل کنیم. در انتهای راکت زبانه ماشین‌کاری شده‌ای وجود دارد که با پیچاندن همانند پیچ و مهره راکت و خرج را به هم متصل می‌کند؛ در مرحله بعد باید راکت را درون پرتاب‌کننده قرار داد به‌طوری‌که از نوک پرتاب‌کننده راکت را وارد کرده و تا انتها وارد می‌کنیم، آن‌گاه راکت را در جهت خلاف عقربه‌های ساعت می‌چرخانیم تا در محل خود محکم شود. آرپی‌جی را بر دوش گذاشته، سپس ضامن سر راکت را کشیده و جدا می‌کنیم و با بازکردن مگسک‌های پرتاب‌کننده که تاشونده هستند، فاصله تا هدف را بر روی مگسک عقبی تنظیم می‌کنیم، آنگاه با دقت هدف گرفته می‌شود.

## عمل
بعد از فشردن ماشۀ آرپی‌جی، سلاح با حدود ۱ تا ۲ ثانیه مکث شلیک می‌کند؛ این سلاح به هنگام برخورد با هدف به صورت دو مرحله‌ای عمل می‌کند. ابتدا هدف را سوراخ کرده و با نفوذ به داخل، مرحله دوم عمل کرده و منفجر می‌شود. از این رو برای انهدام اهداف مستحکم مانند سنگرهای بتنی و زره تانک‌ها مناسب است. مدل‌های دیگری به نام آرپی‌جی ۹ و آرپی‌جی ۱۱ نیز وجود دارد که قدرت تخریب بیشتری دارند.

## نگارخانه

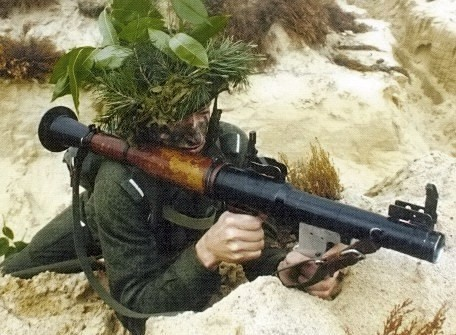
پرتابگر یک آرپی‌جی۷ روسی خود را با شاخ و برگ استتار کرده‌است
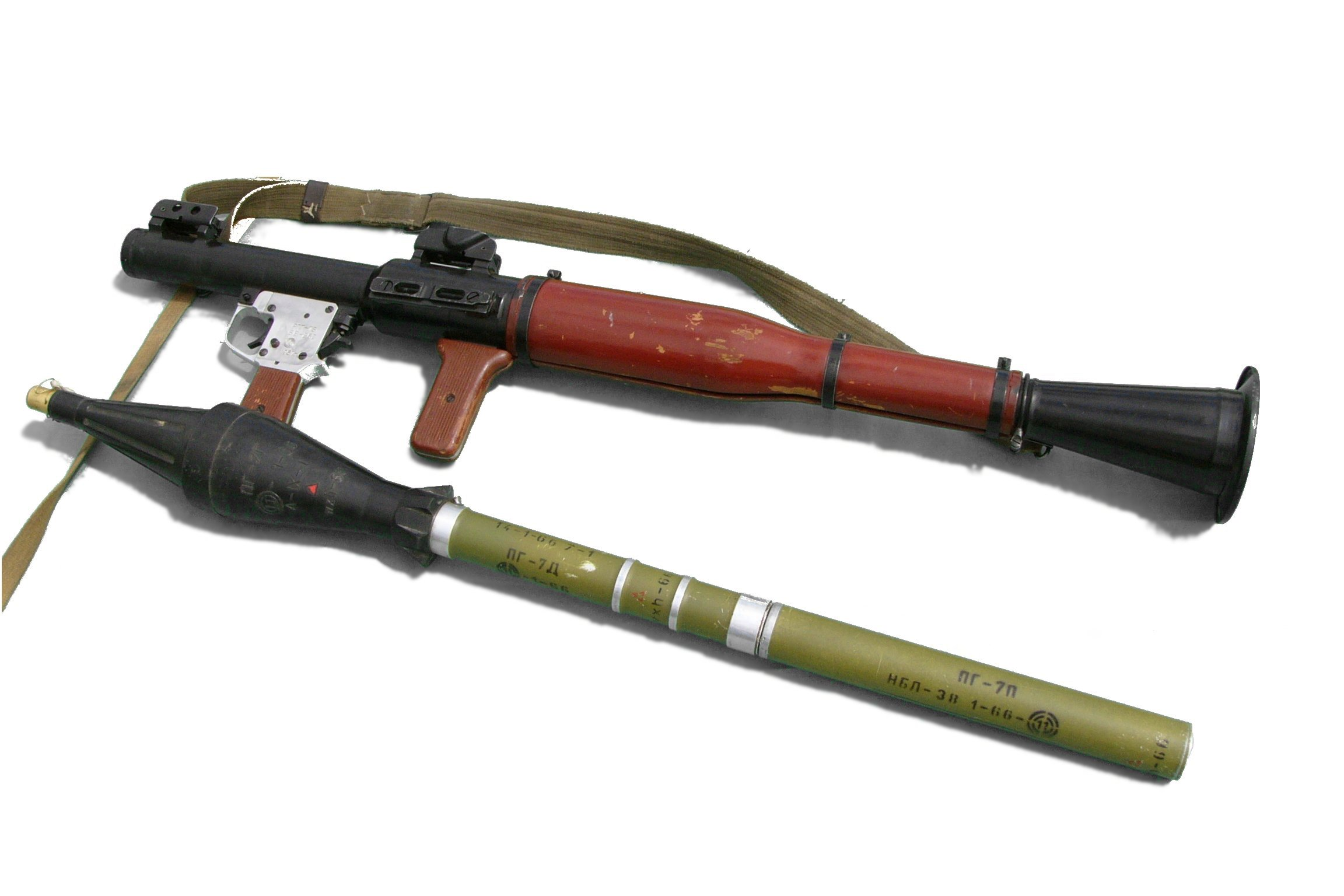
آرپی‌جی۷ و موشک آن
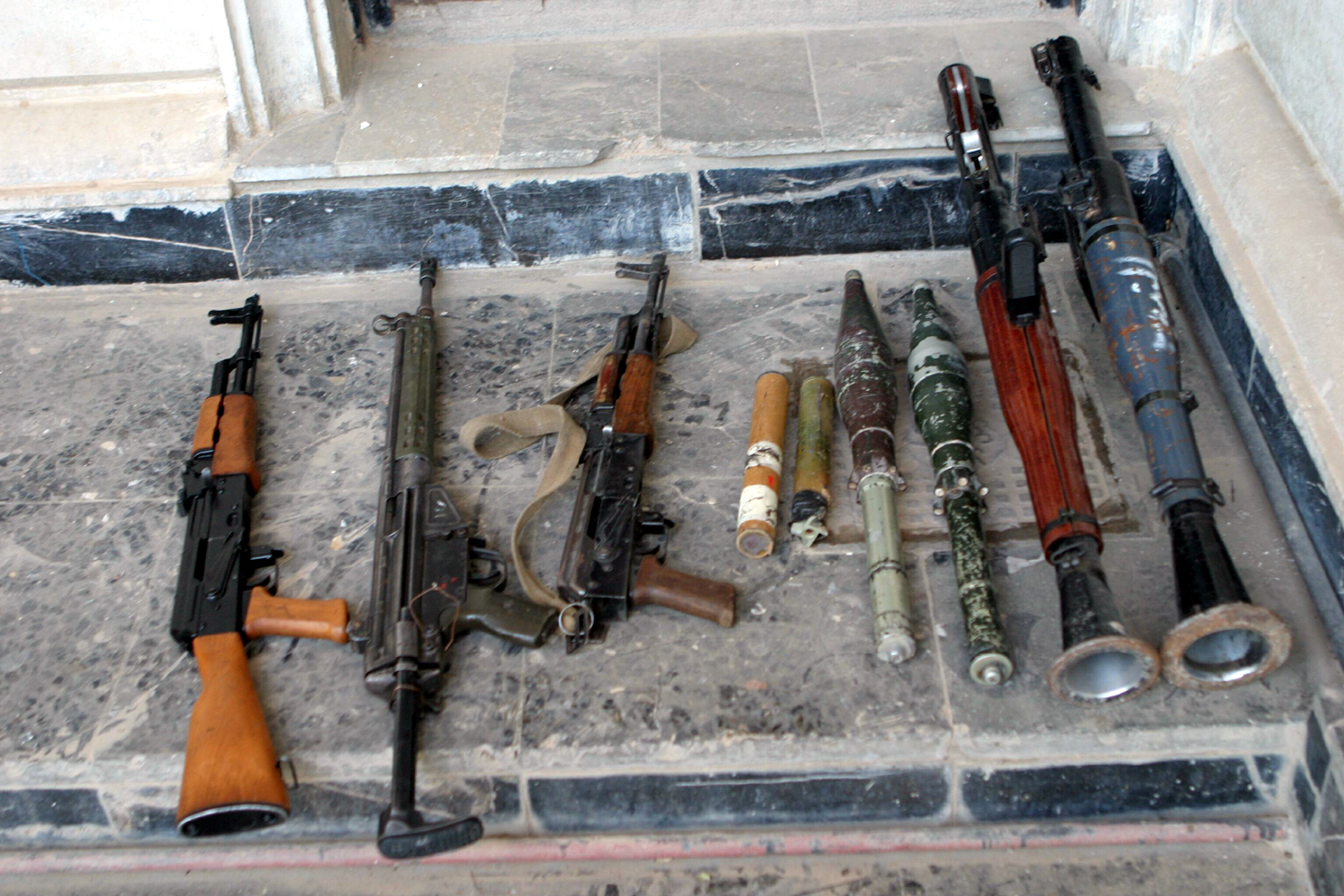
تعدادی سلاح سبک از جمله دو آرپی‌جی
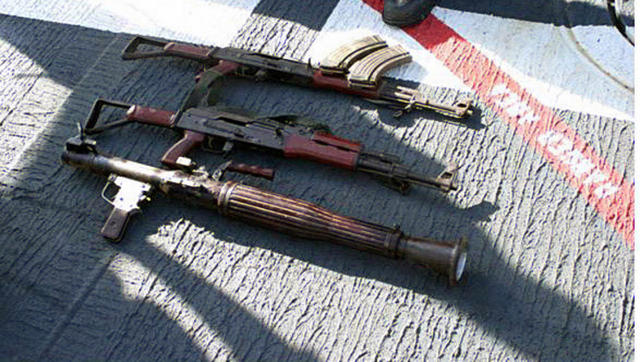
آرپی‌جی ساخت چین
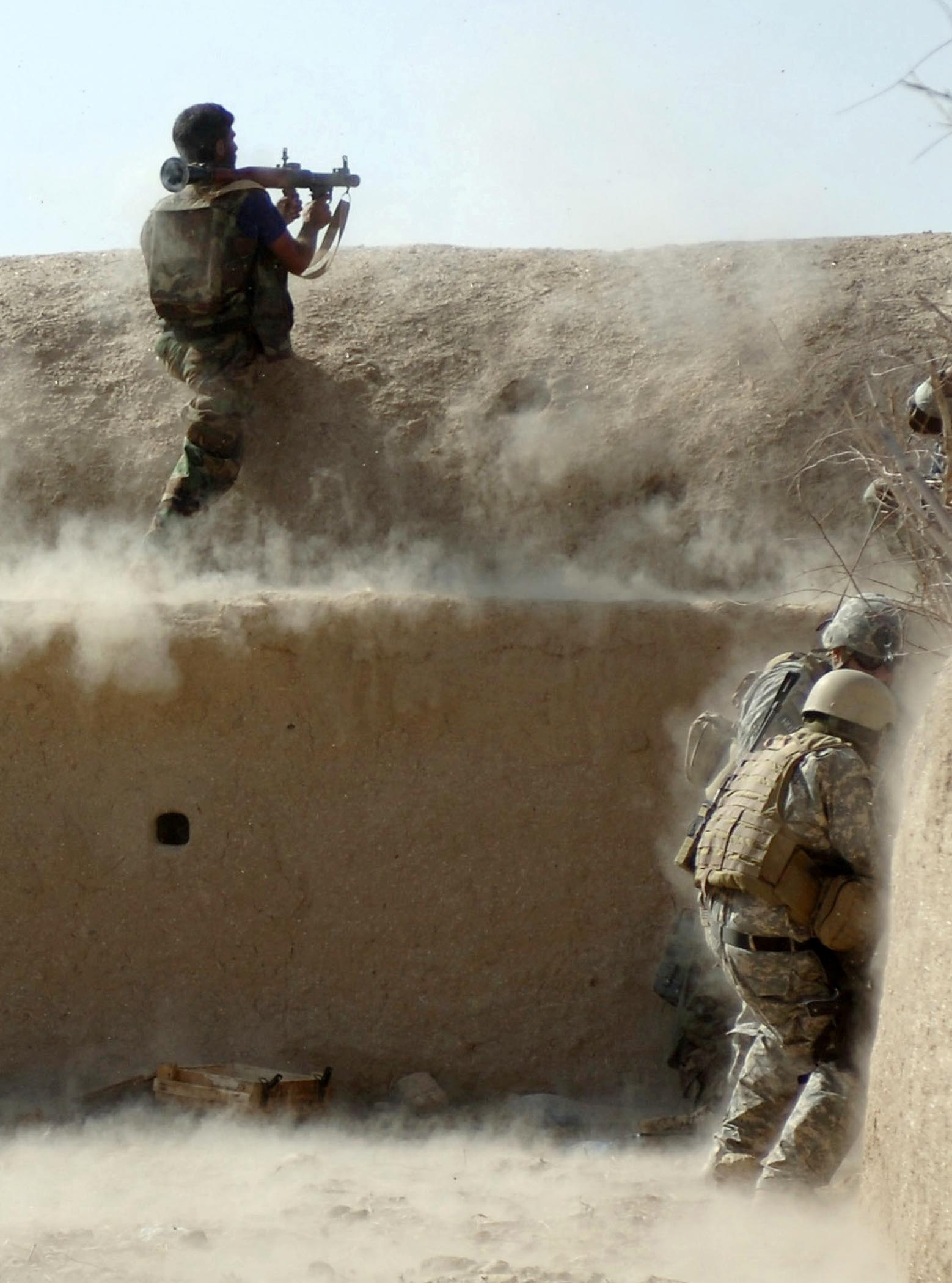
سرباز افغانی آرپی‌جی را شلیک می‌کند
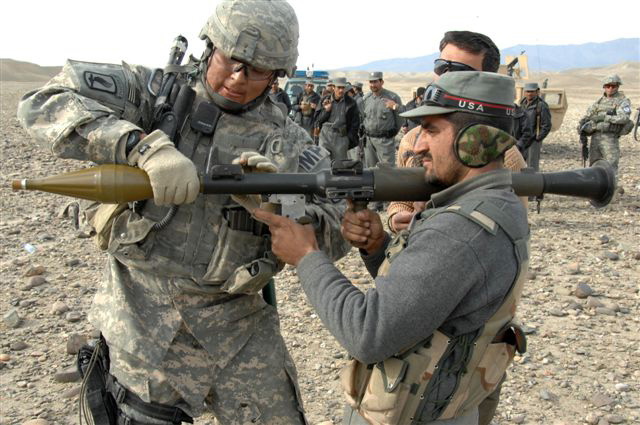
پلیس ملی افغانستان
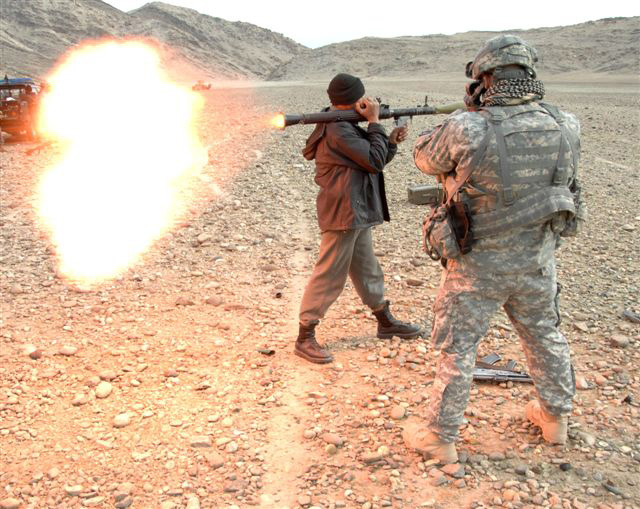
یک نظامی آمریکایی در حال آموزش یک افسر ارتش افغانستان
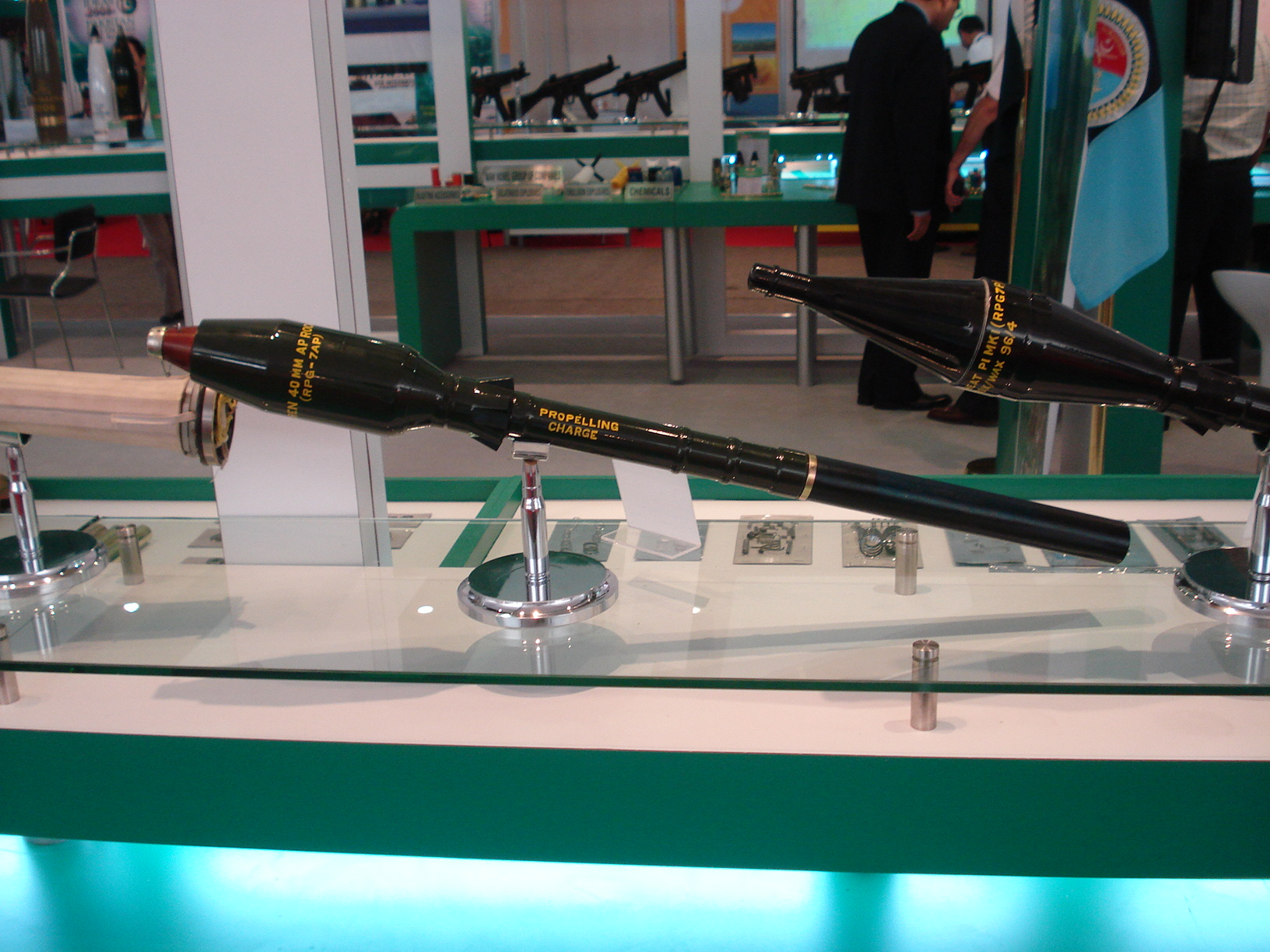
نارنجک آرپی‌جی